# Grzegorz Drejgier
Grzegorz Drejgier (* 20. Februar 1990) ist ein ehemaliger polnischer Radsportler, der vorrangig im Bahnradsport aktiv war.

## Sportliche Laufbahn
2008 errang Grzegorz Drejgier bei den UCI-Junioren-Weltmeisterschaften in Kapstadt gemeinsam mit Karol Kasprzyk und Rafał Sarnecki die Bronzemedaille im Teamsprint. In derselben Zusammensetzung belegte das polnische Team im selben Jahr ebenfalls Platz drei bei den Bahn-Europameisterschaften der Junioren. Vier Jahre später, bei den Bahn-Europameisterschaften 2012 der Kategorie U23, wurde das polnische Team mit Drejgier erneut Dritte, mit Krzysztof Maksel anstelle von Kasprzyk. 2015 wurde Drejgier zweifacher polnischer Meister, im Sprint sowie im Teamsprint (mit Maksel und Sarnecki), im Keirin wurde er Vize-Meister.
Bei den UEC-Bahn-Europameisterschaften 2015 im schweizerischen Grenchen errang das polnische Trio Drejgier, Sarnecki und Maksel die Silbermedaille im Teamsprint; im 1000-Meter-Zeitfahren belegte er Rang fünf.

## Erfolge
2008
- Junioren-Weltmeisterschaft – Teamsprint (mit Karol Kasprzyk und Rafał Sarnecki)
- Junioren-Europameisterschaft – Teamsprint (mit Karol Kasprzyk und Rafał Sarnecki)

2010
- U23-Europameisterschaft – Teamsprint (mit Rafał Sarnecki und Adrian Tekliński)

2012
- U23-Europameisterschaft – Teamsprint (mit Krzysztof Maksel und 	Rafał Sarnecki)

2015
- Europameisterschaft – Teamsprint (mit Krzysztof Maksel und Rafał Sarnecki)
- Polnischer Meister – Sprint, Teamsprint (mit Krzysztof Maksel und Rafał Sarnecki)